# 室女座13
室女座13，又名BD+00 2920，HD 107070、SAO 138710、HR 4681，是室女座的一颗恒星，视星等为5.9，位于銀經285.85，銀緯60.99，其B1900.0坐标为赤經12h 13m 32.6s，赤緯-0° 60.99′ 53″。